# Castel Gabbiano
Castel Gabbiano – miejscowość i gmina we Włoszech, w regionie Lombardia, w prowincji Cremona.
Według danych na rok 2004 gminę zamieszkiwały 392 osoby, 78,4 os./km².